# Sâmbriaș, Mureș
Sâmbriaș (în maghiară Jobbágytelke, în traducere "Terenul iobagului") este un sat în comuna Hodoșa din județul Mureș, Transilvania, România.

## Istorie
Satul e menționat în hrisoave, pentru prima dată, în anul 1567.
În 1719, jumătate din populația satului a murit de ciumă. Înainte de încheierea Tratatului de la Trianon, satul a făcut parte din comitatul Maros-Torda.
În 1959, aici a luat ființă Formația locală de muzică folclorică, formată din 90 de membri, cei mai importanți fiind Antal Balla și Ferenc Nagy.

## Obiective turistice
- Biserica romano-catolică, construită în perioada 1781-1786, dărâmată în 1982, iar în locul ei fiind înălțată una nouă;
- Ansamblul folcloric renumit;
- Căminul cultural comunal "Antal Balla" din Sâmbriaș;
- Muzeul din Sâmbriaș: http://www.falumuzeum.eu

## Personalități
- Emőke Mosoni (n. 1978), redactor-șef al Emisiunilor în limba maghiară de la TVR.

## Imagini

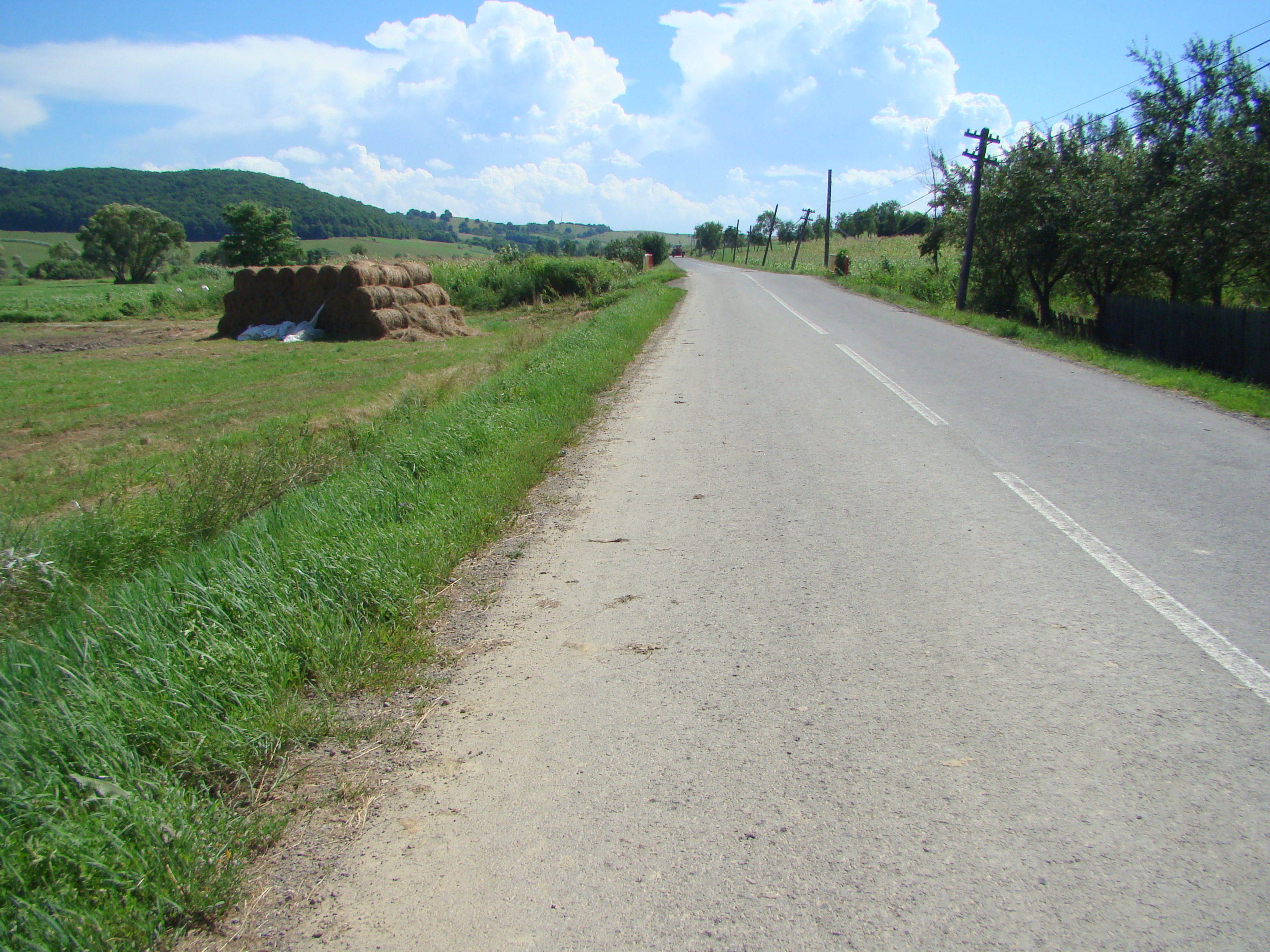
Drumul Hodoșa-Sâmbriaș
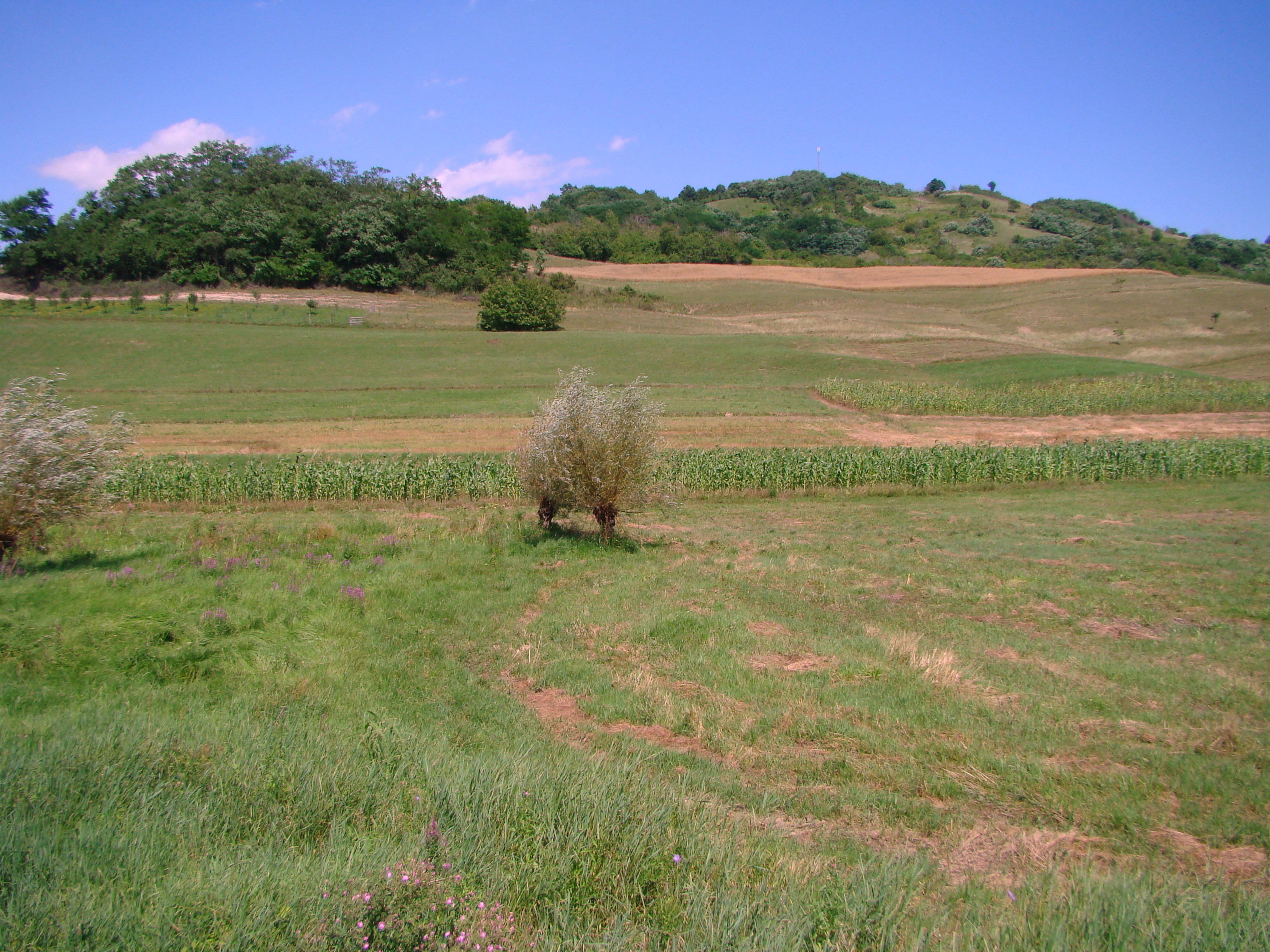
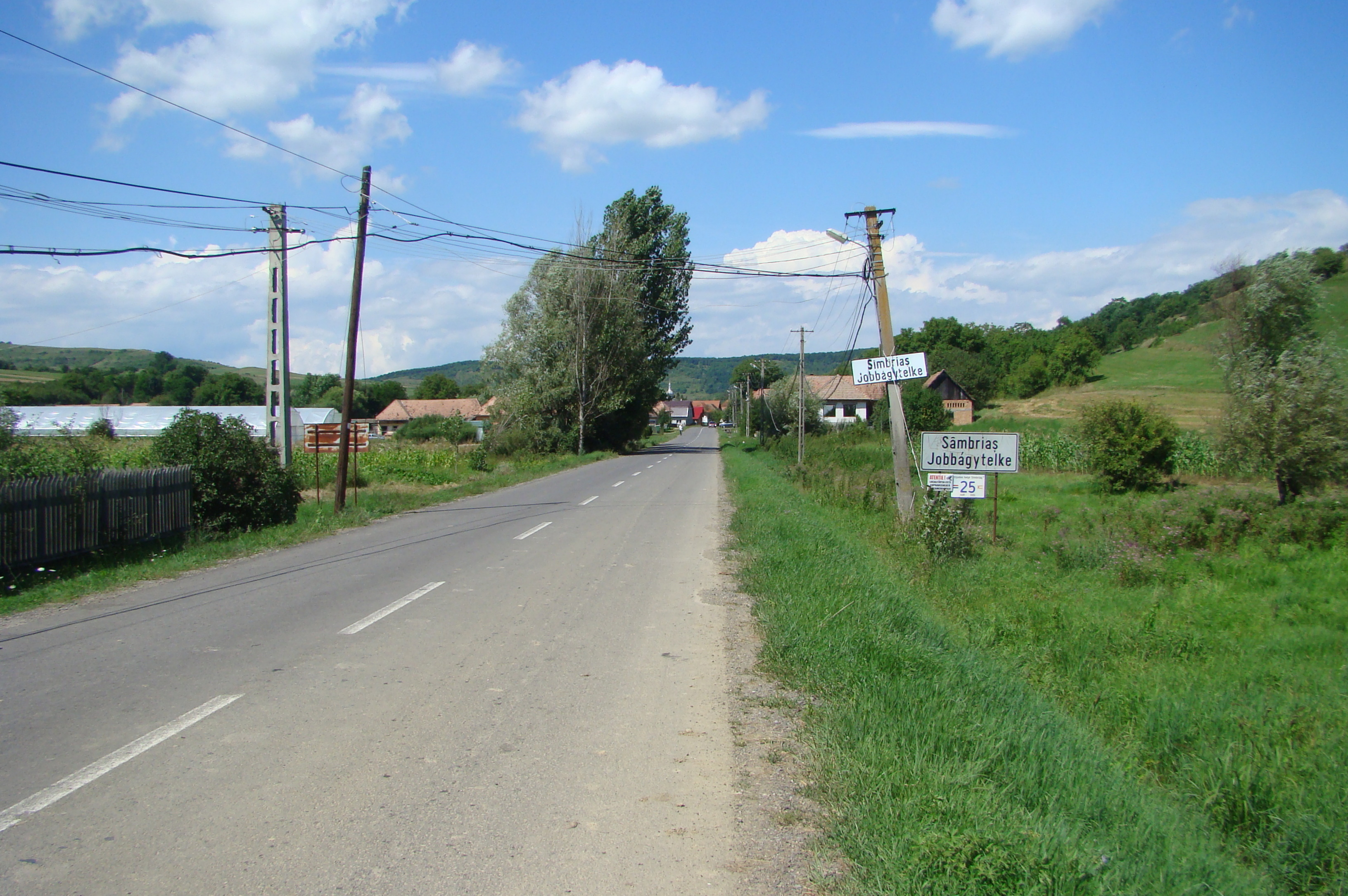
Intrarea în localitate
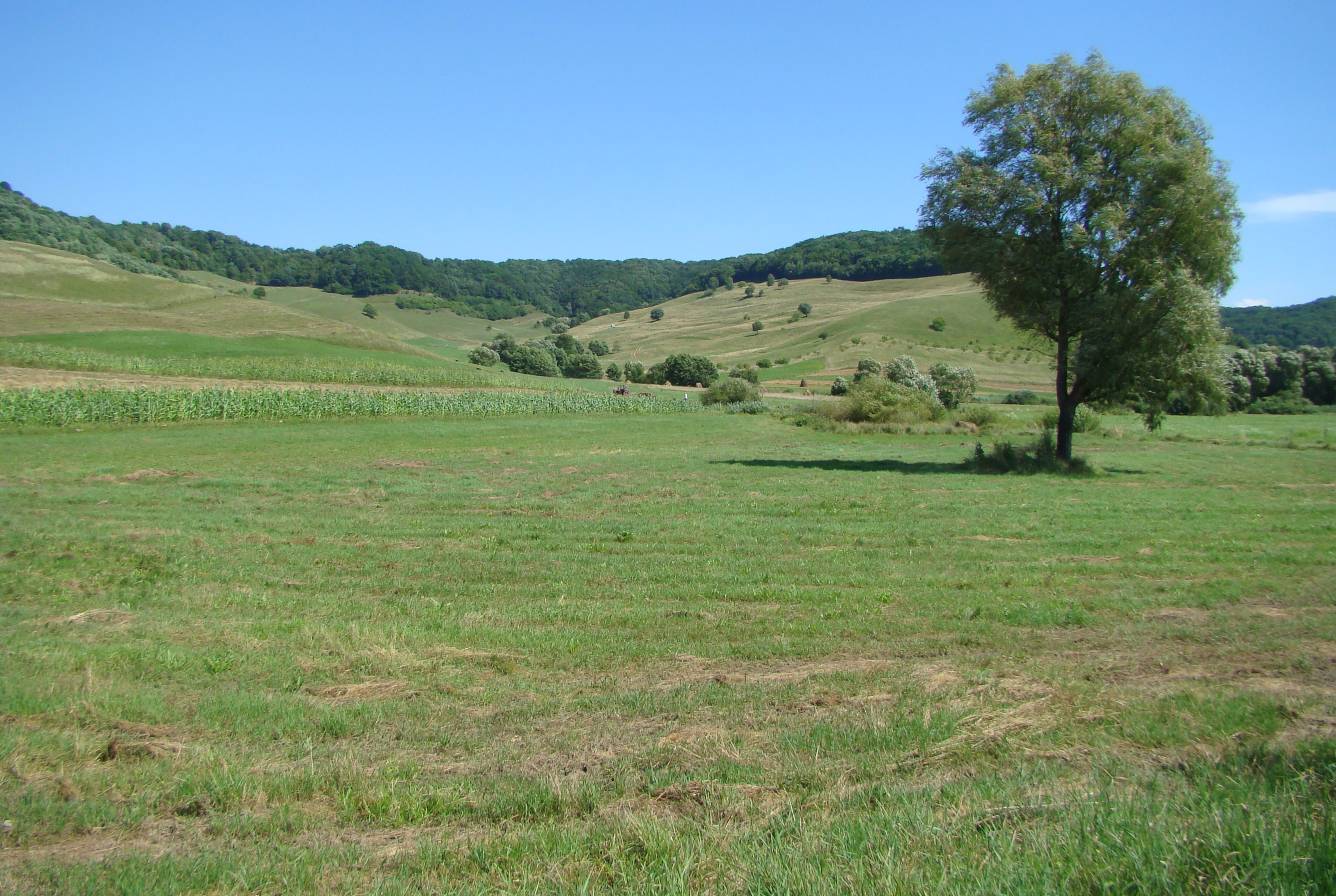
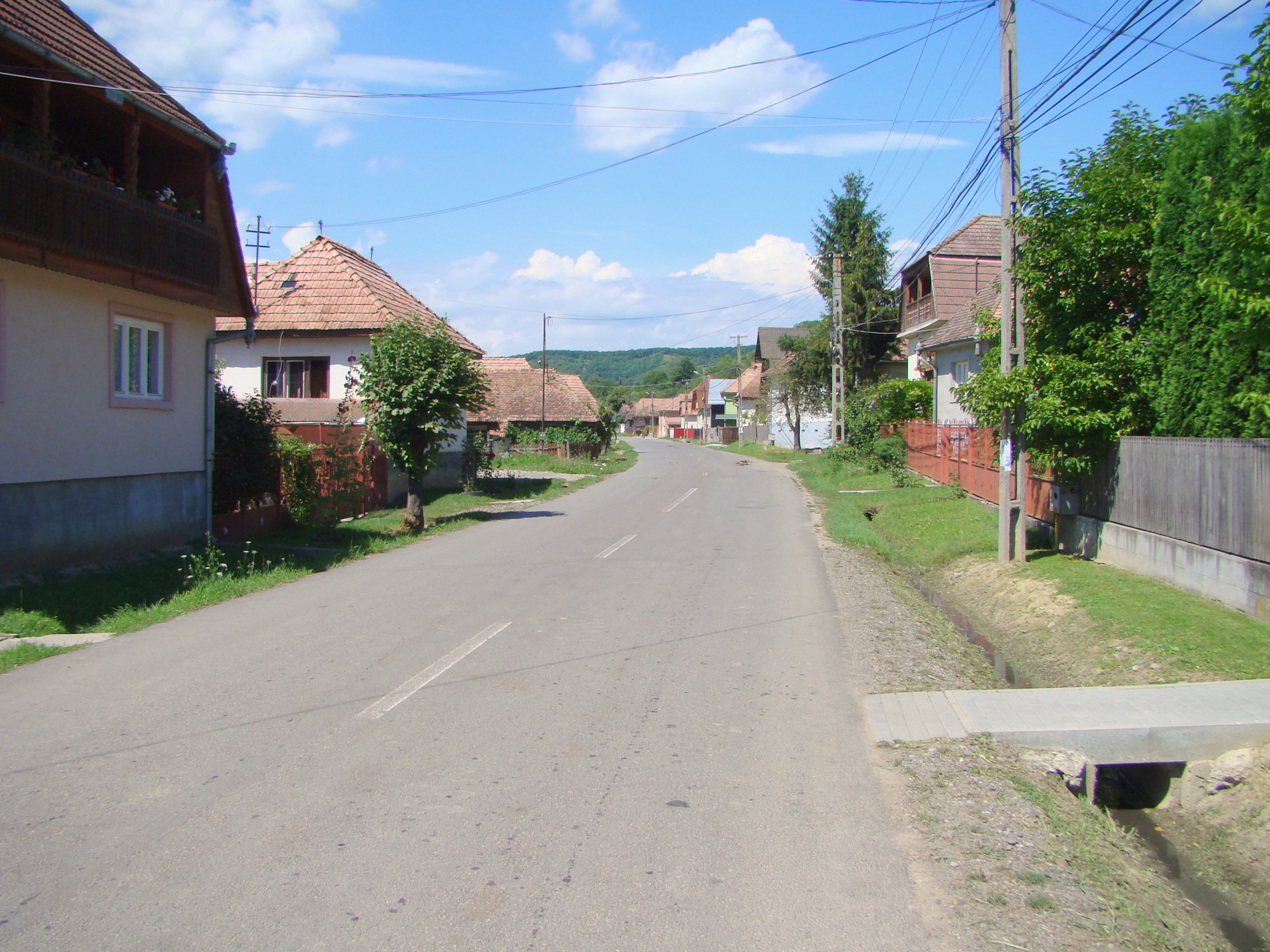
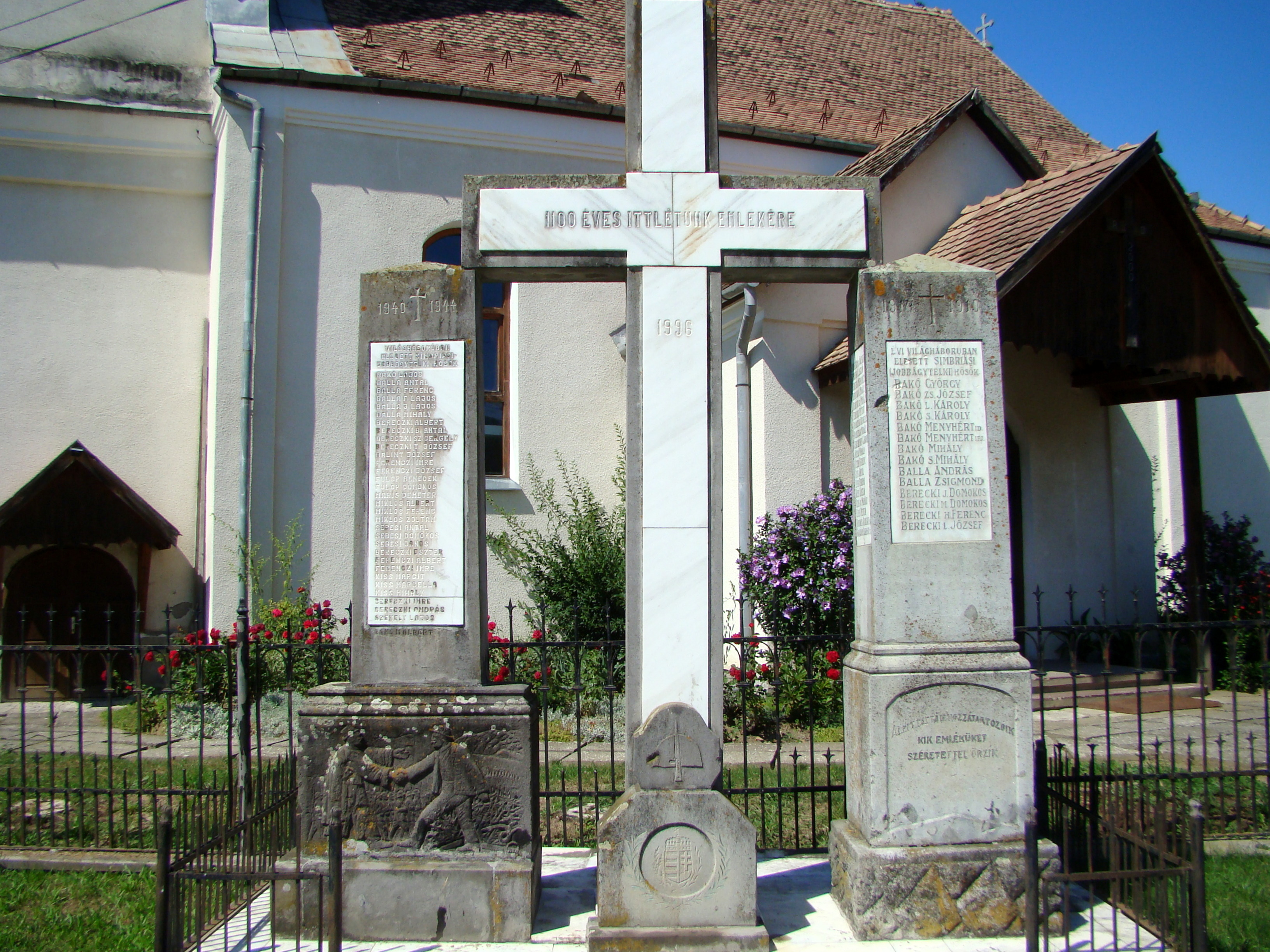
Monumentul eroilor
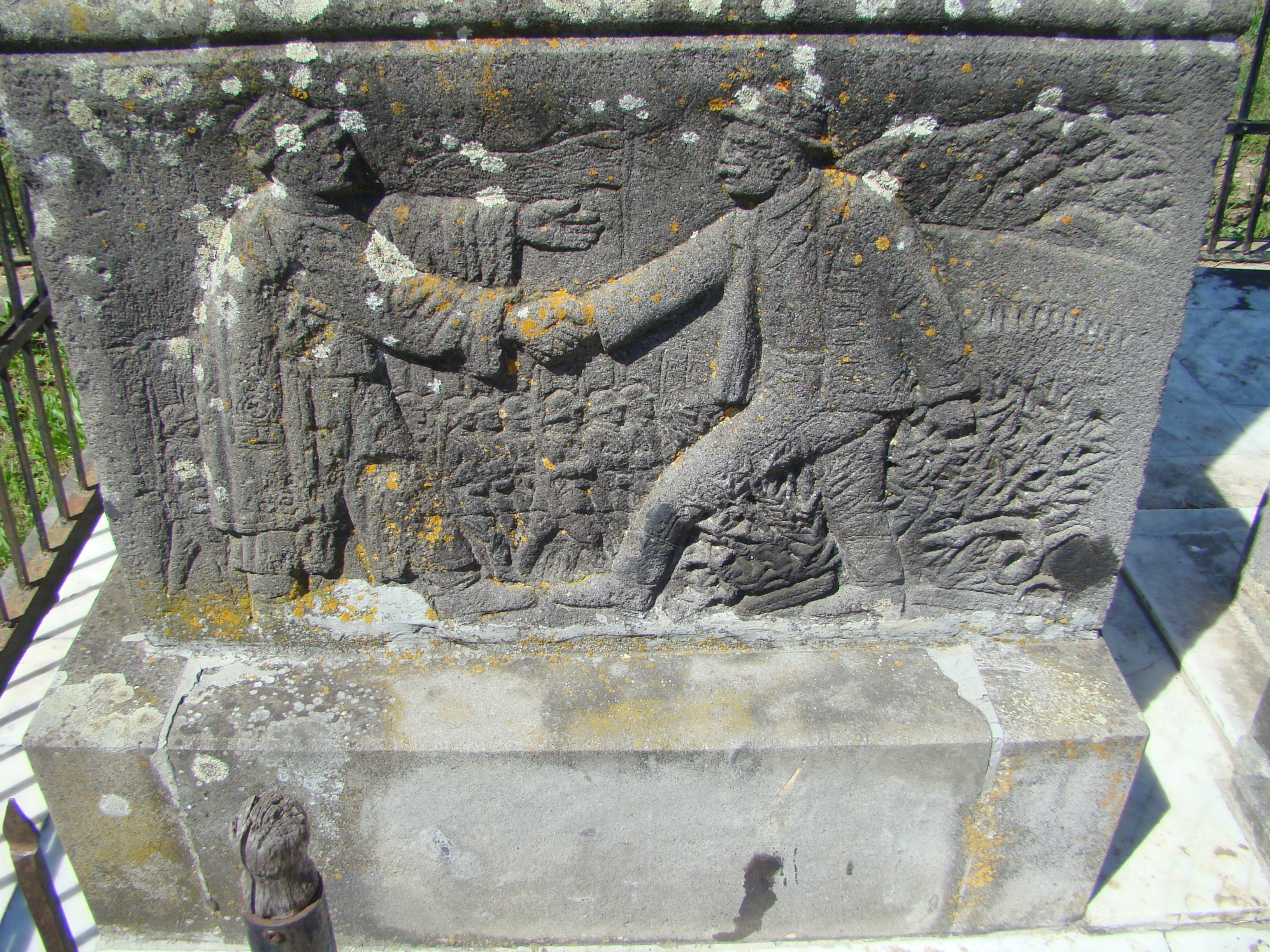
Monumentul eroilor (detaliu)
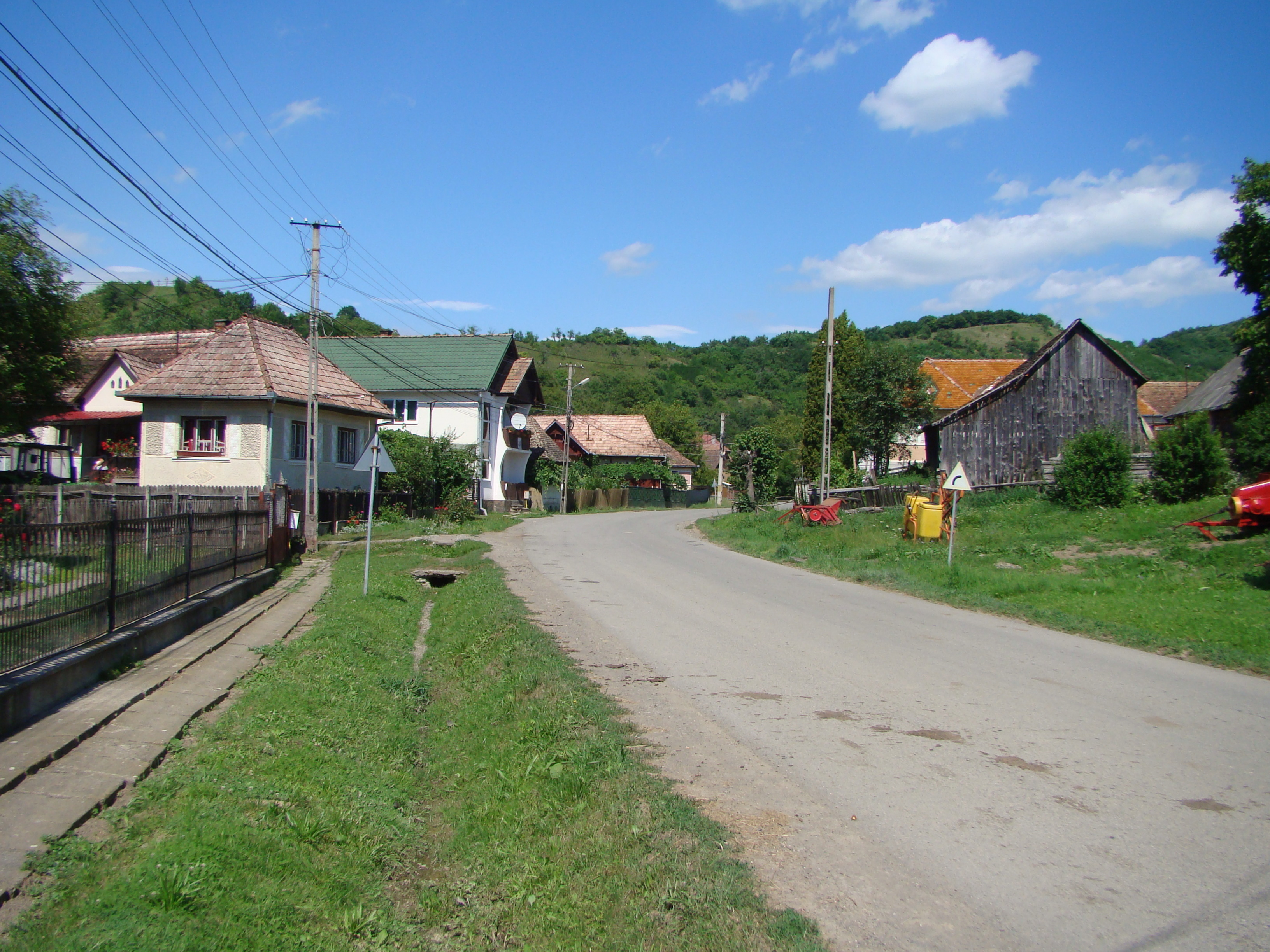
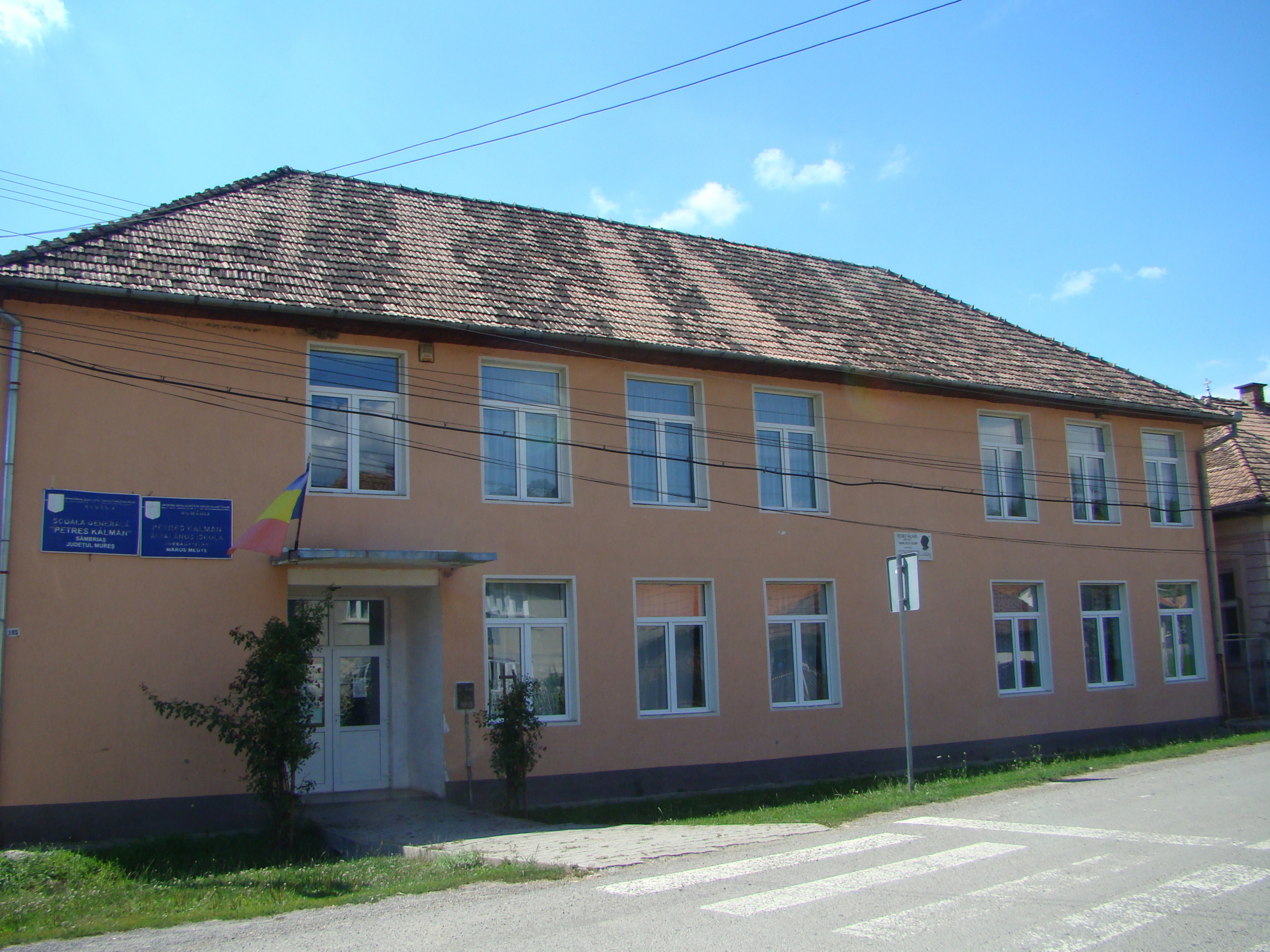
Școala
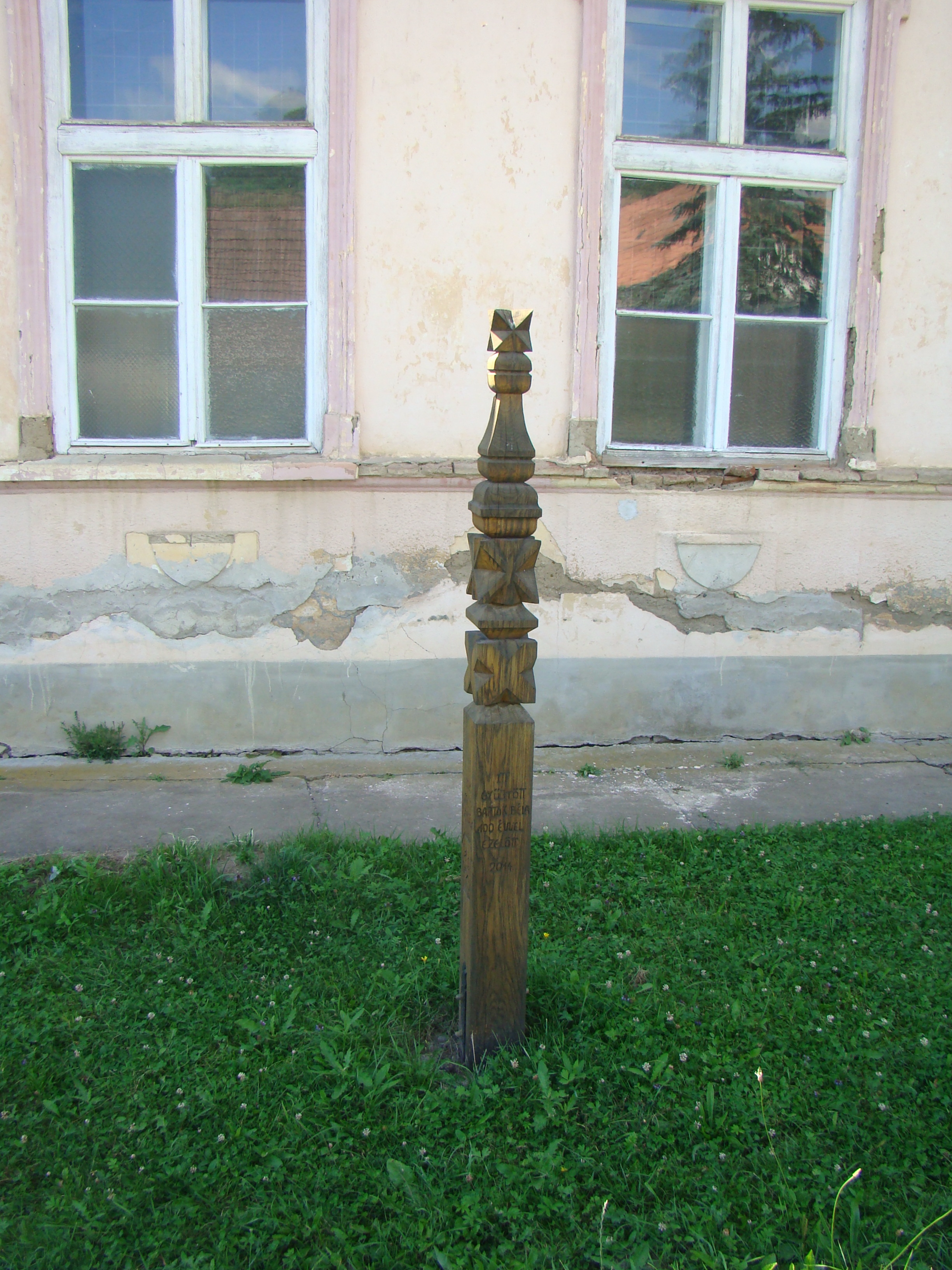
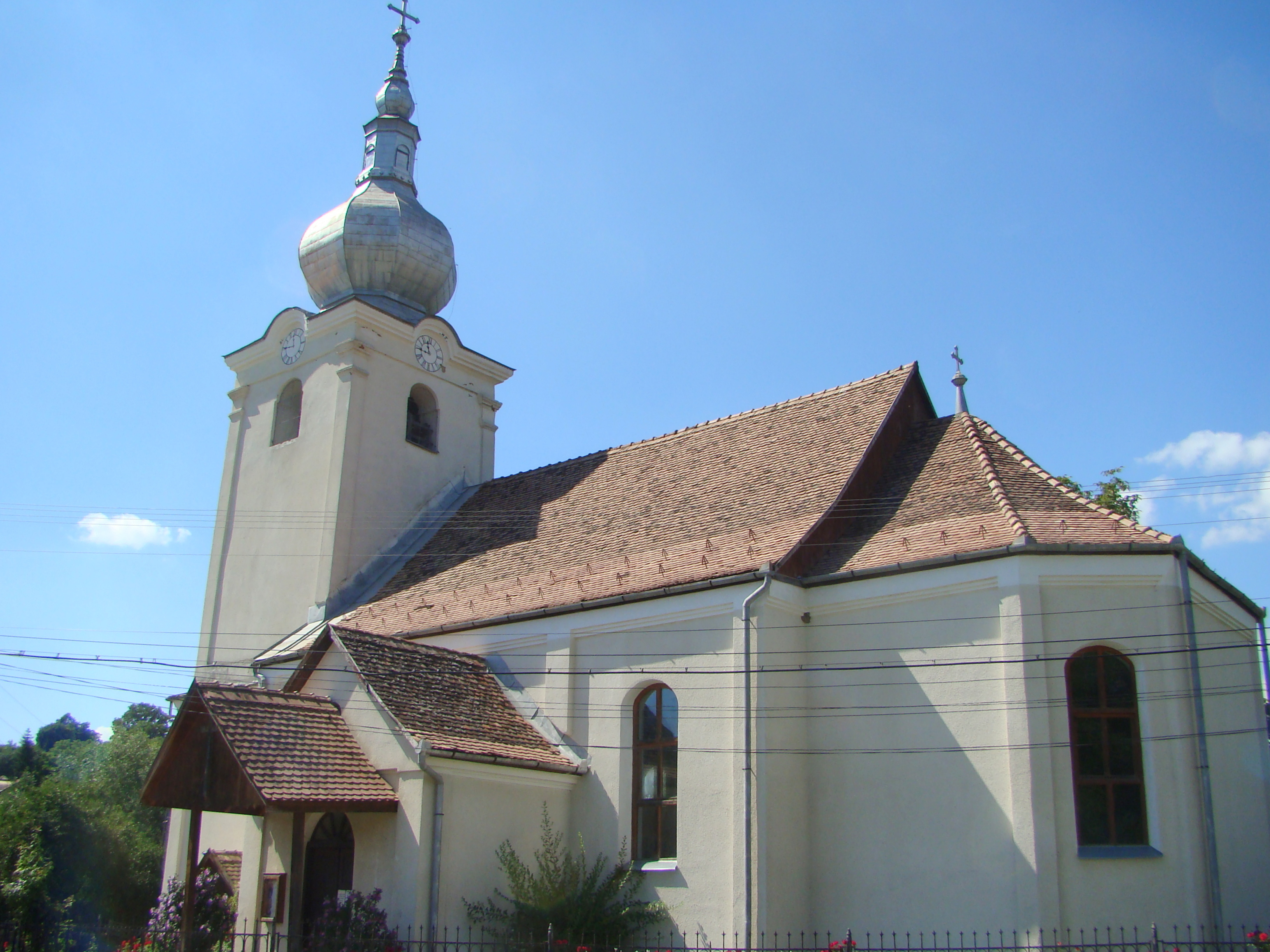
Biserica romano-catolică
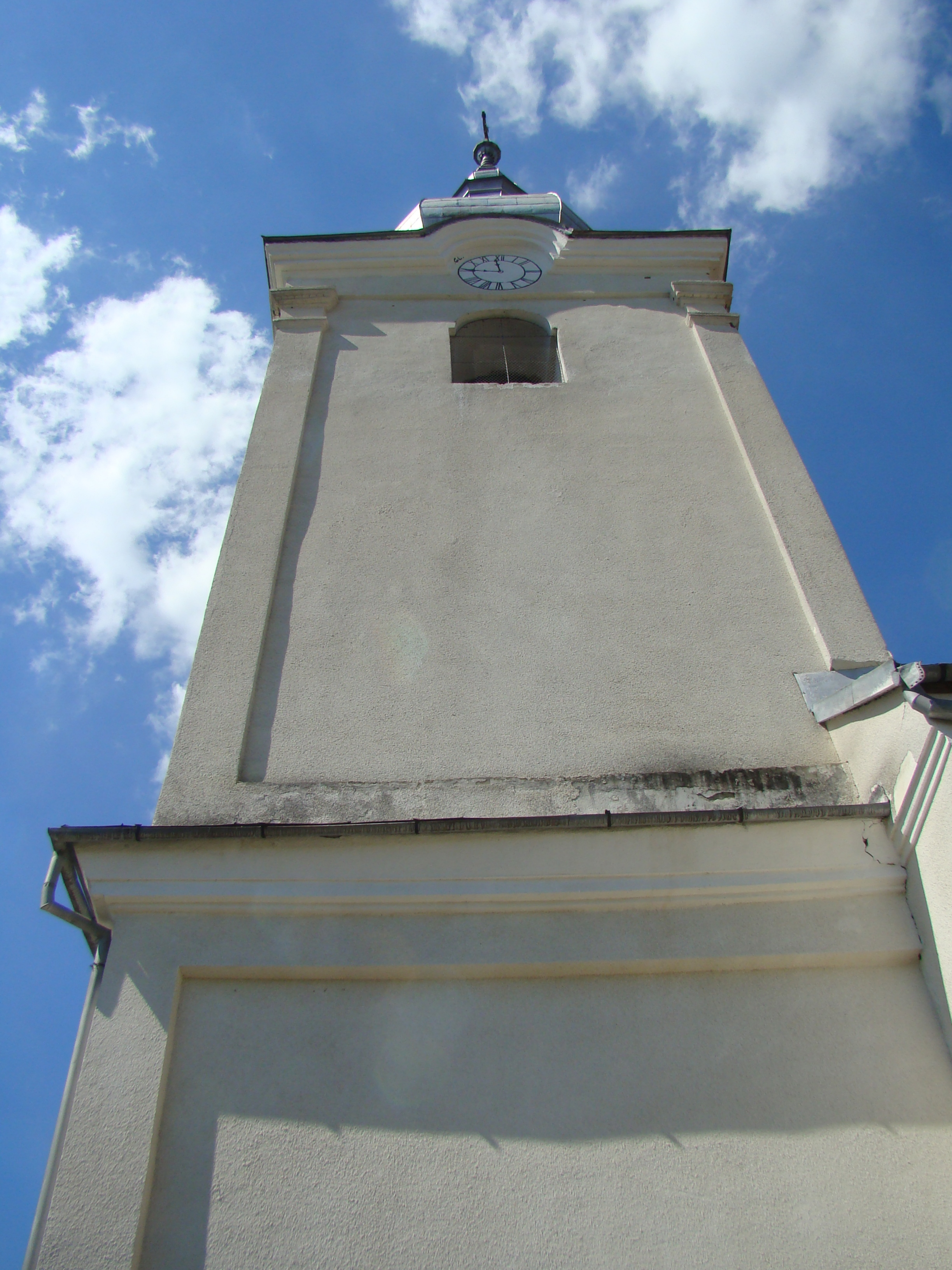
Turnul bisericii romano-catolice (1778)
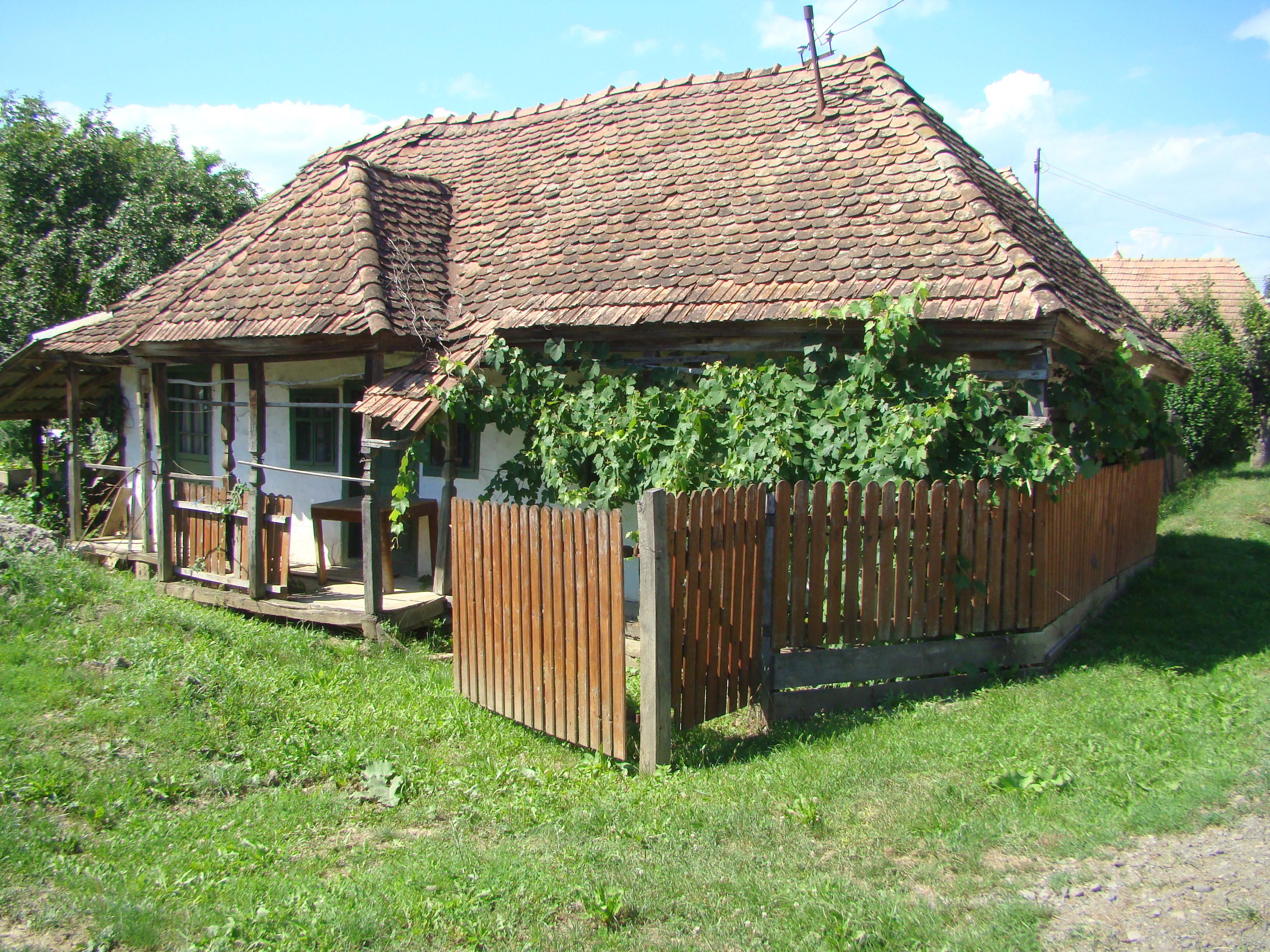
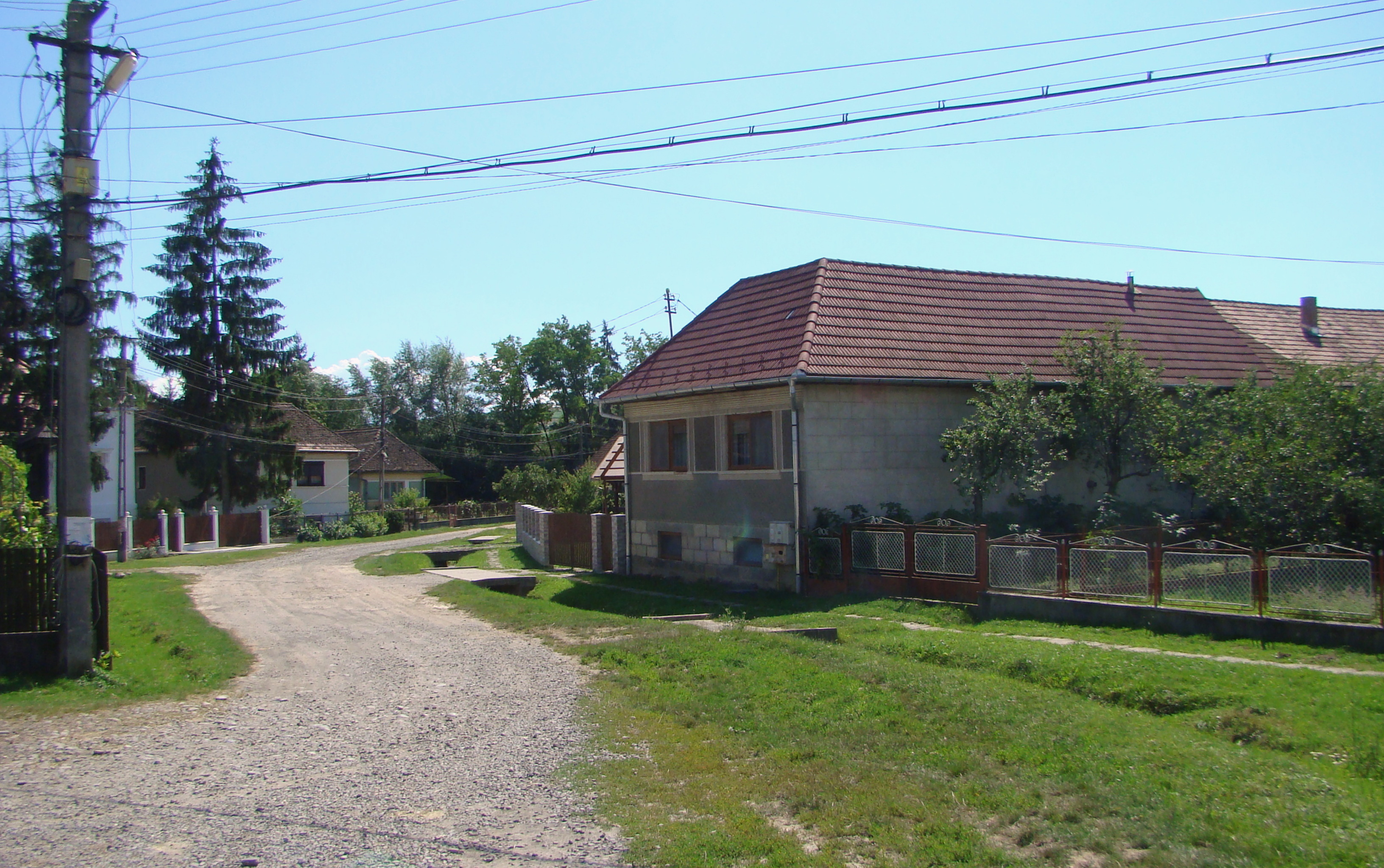
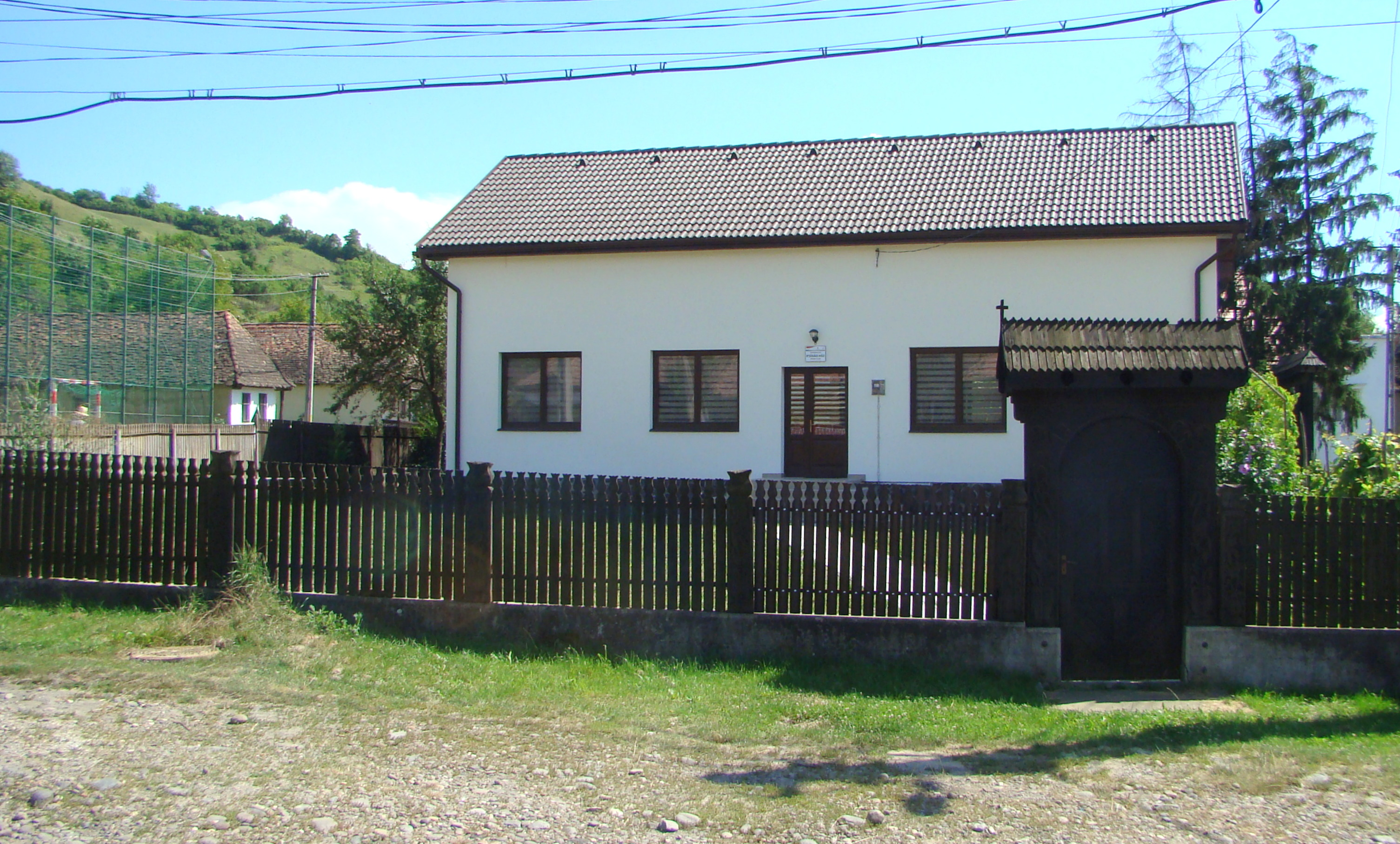
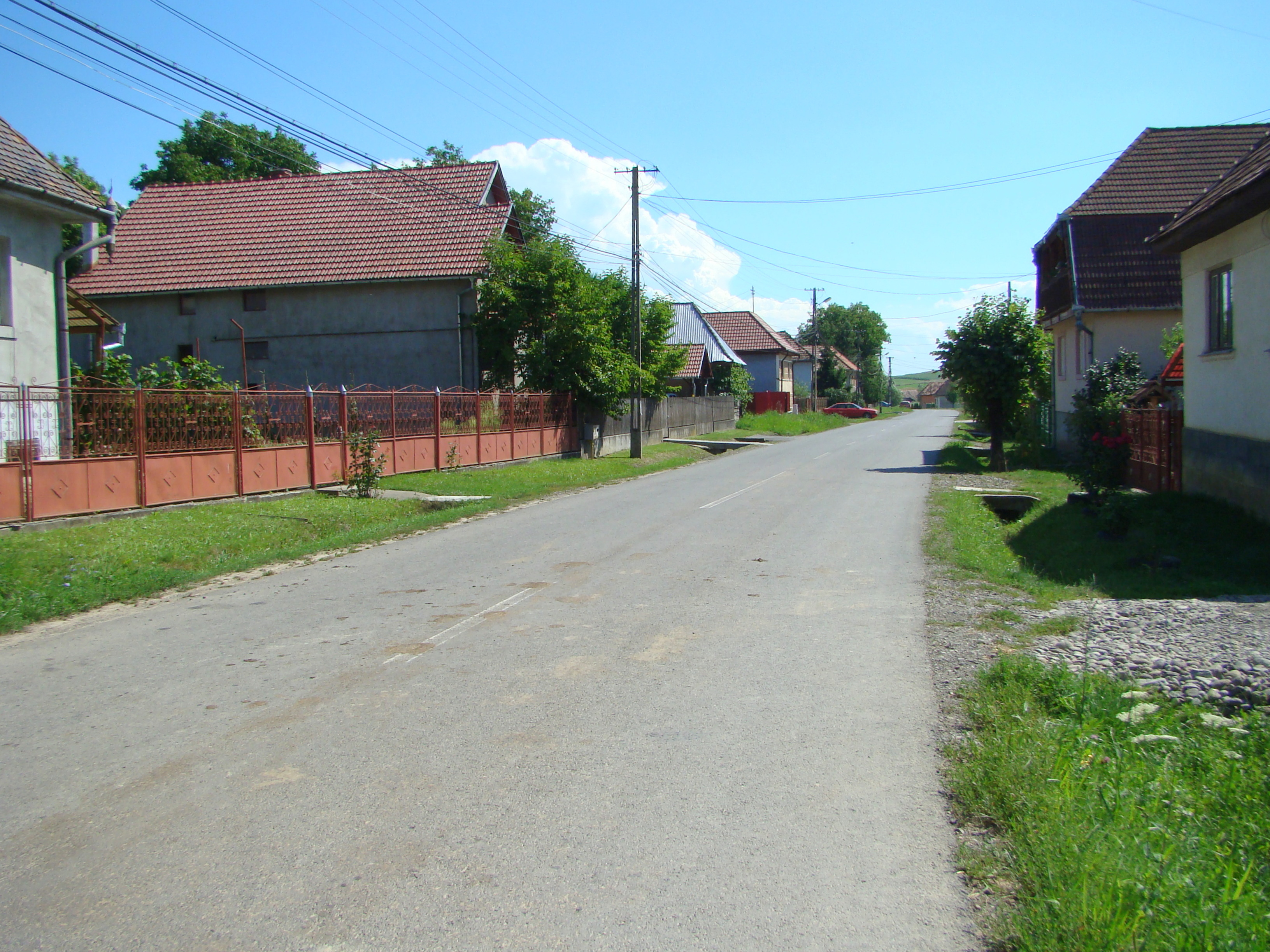
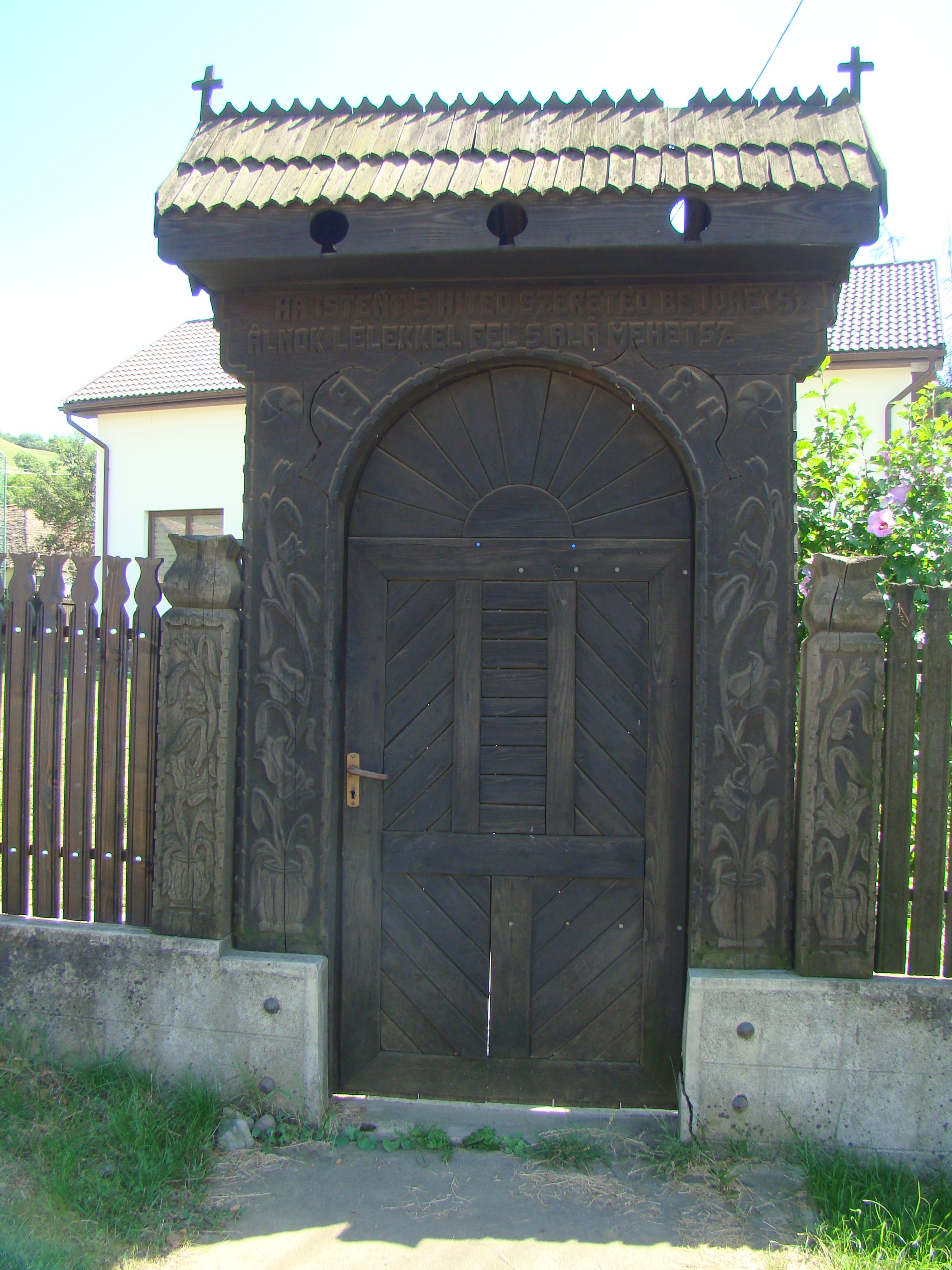
Poartă secuiască de lemn
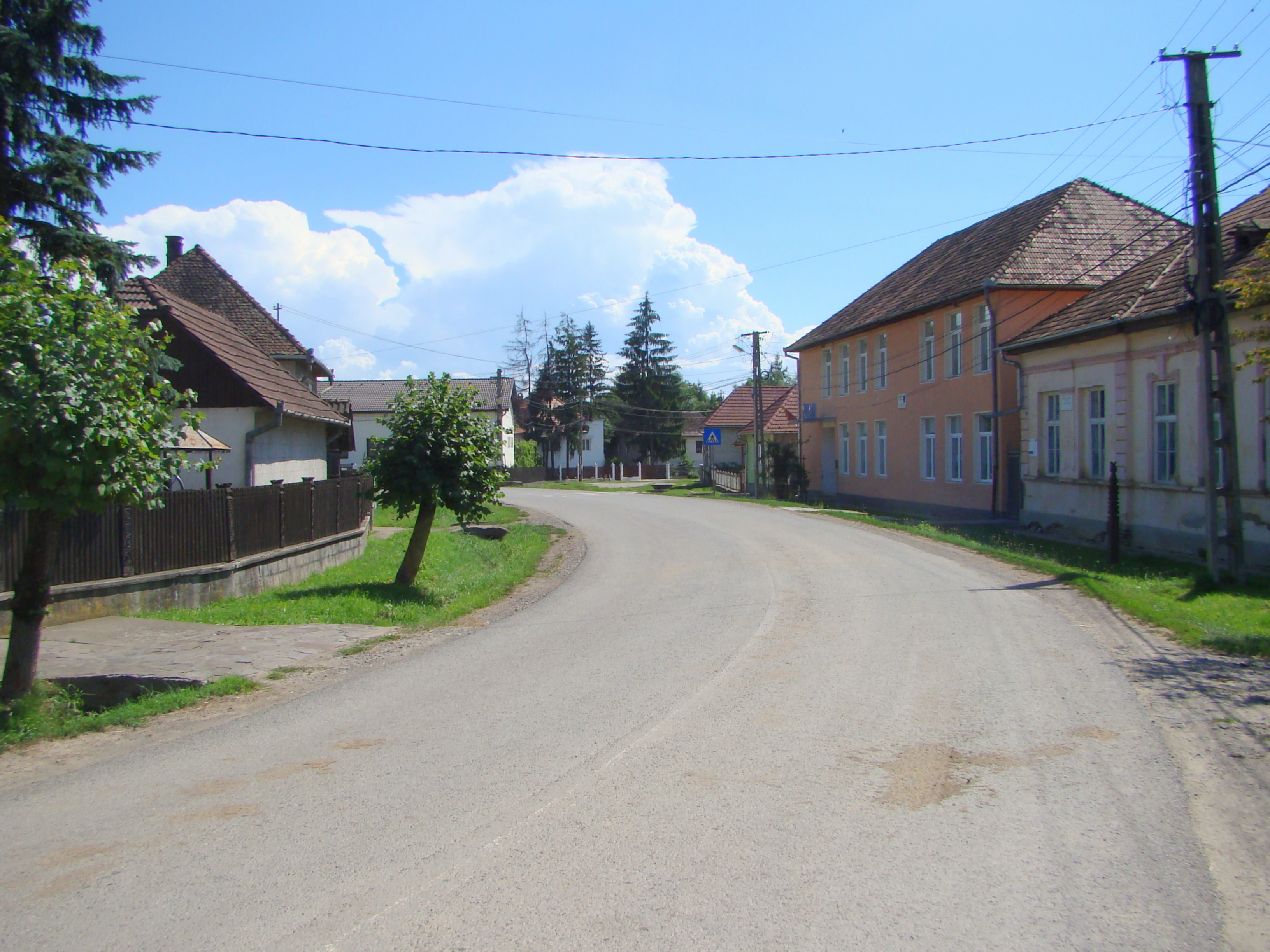